# Jīreh Bāgh
Jīreh Bāgh (persiska: Jīr Bāgh, جیره باغ) är en ort i Iran.   Den ligger i provinsen Gilan, i den norra delen av landet, 220 km nordväst om huvudstaden Teheran. Antalet invånare är 363.
Terrängen runt Jīreh Bāgh är mycket platt.  Närmaste större samhälle är Beyn Kalāyeh, 13,2 km sydväst om Jīreh Bāgh. 